# Campeonato Brasileño de Fútbol Serie A 2017
El Campeonato Brasileño de Fútbol 2017 fue la  62ª. edición del Campeonato Brasileño de Serie A. Comenzó el 7 de mayo y finalizó el 3 de diciembre. El campeón fue el Corinthians, que logró su séptimo título de Serie A.

## Sistema de competición
Los 20 equipos participantes se enfrentarán en partidos de ida y vuelta en un sistema de todos contra todos.

### Descenso
Los cuatro equipos que finalicen en los últimos puestos en la tabla de posiciones final descenderán y jugarán la Serie B del siguiente año.

### Clasificación a copas internacionales
- Los cuatro equipos que ocupen los primeros puestos clasifican a la fase de grupos de la Copa Libertadores 2018, el 5.º y el 6.º puesto de la tabla clasifican a la fase previa. En caso de que el campeón de la Copa de Brasil 2017 sea uno de los primeros cuatro equipos, el equipo que ocupe el 5.º puesto clasificará a la fase de grupos; en cambio, si el campeón de la Copa de Brasil 2017 está entre el 5.º y el 6.º puesto de la tabla cederá al equipo que ocupe el 7.º puesto de la tabla el puesto a la fase previa, esto debido a que el campeón de la Copa de Brasil obtiene cupo directo a la fase de grupos.

- Los siguientes seis equipos después de los clasificados a la Copa Libertadores clasifican a la Copa Sudamericana 2018.

### Criterios de desempate
- Partidos ganados
- Diferencia de goles
- Goles a favor
- Enfrentamientos directos
- Cantidad de tarjetas amarillas
- Cantidad de tarjetas rojas

## Equipos participantes

### Ascensos y descensos
| Pos. | Descendidos en la temporada 2016 |
| ---- | -------------------------------- |
| 17.º | Internacional                    |
| 18.º | Figueirense                      |
| 19.º | Santa Cruz                       |
| 20.º | América Mineiro                  |

| Pos. | Ascendidos de la Serie B 2016 |
| ---- | ----------------------------- |
| 1.º  | Atlético Goianiense           |
| 2.º  | Avaí                          |
| 3.º  | Vasco da Gama                 |
| 4.º  | Bahía                         |

### Datos de los equipos
| Equipo              | Ciudad             | Estadio                                       | Capacidad     | Posición 2016 | Títulos |
| ------------------- | ------------------ | --------------------------------------------- | ------------- | ------------- | ------- |
| Atlético Goianiense | Goiânia, GO        | Estadio Olímpico Pedro Ludovico Serra Dourada | 13 000 42 000 | Ascendió      | 0       |
| Atlético Mineiro    | Belo Horizonte, MG | Independência                                 | 23 018        | 04.°          | 1       |
| Atlético Paranaense | Curitiba, PR       | Arena da Baixada                              | 43 000        | 06.°          | 1       |
| Avaí                | Florianópolis, SC  | Ressacada                                     | 17 500        | Ascendió      | 0       |
| Bahía               | Salvador, BA       | Arena Fonte Nova                              | 50 025        | Ascendió      | 2       |
| Botafogo            | Río de Janeiro, RJ | Estadio Nilton Santos                         | 46 931        | 05.°          | 2       |
| Chapecoense         | Chapecó, SC        | Arena Condá                                   | 21 000        | 11.°          | 0       |
| Corinthians         | São Paulo, SP      | Arena Corinthians                             | 48 000        | 07.°          | 6       |
| Coritiba            | Curitiba, PR       | Couto Pereira                                 | 40 502        | 15.°          | 1       |
| Cruzeiro            | Belo Horizonte, MG | Mineirão                                      | 57 483        | 12.°          | 4       |
| Flamengo            | Río de Janeiro, RJ | Estadio Ilha do Urubu Maracaná                | 22 000 78 838 | 03.°          | 5       |
| Fluminense          | Río de Janeiro, RJ | Maracaná                                      | 78 838        | 13.°          | 4       |
| Grêmio              | Porto Alegre, RS   | Arena do Grêmio                               | 55 538        | 09.°          | 2       |
| Palmeiras           | São Paulo, SP      | Allianz Parque                                | 45 000        | 01.°          | 9       |
| Ponte Preta         | Campinas, SP       | Moisés Lucarelli                              | 17 700        | 08.°          | 0       |
| Santos              | Santos, SP         | Vila Belmiro                                  | 16 798        | 02.°          | 8       |
| São Paulo           | São Paulo, SP      | Morumbi                                       | 66 795        | 10.°          | 6       |
| Sport               | Recife, PE         | Ilha do Retiro                                | 35 000        | 14.°          | 1       |
| Vasco da Gama       | Río de Janeiro, RJ | São Januário                                  | 24 500        | Ascendió      | 4       |
| Vitória             | Salvador, BA       | Barradão                                      | 35 000        | 16.°          | 0       |

### Distribución geográfica
| Estado             | N.º | Equipos                                                 |
| ------------------ | --- | ------------------------------------------------------- |
| São Paulo          | 5   | Corinthians, Palmeiras, Ponte Preta, Santos y São Paulo |
| Río de Janeiro     | 4   | Botafogo, Flamengo, Fluminense y Vasco da Gama          |
| Bahía              | 2   | Vitória y Bahía                                         |
| Minas Gerais       | 2   | Atlético Mineiro y Cruzeiro                             |
| Paraná             | 2   | Atlético Paranaense y Coritiba                          |
| Santa Catarina     | 2   | Chapecoense y Avaí                                      |
| Goiás              | 1   | Atlético Goianiense                                     |
| Pernambuco         | 1   | Sport                                                   |
| Río Grande del Sur | 1   | Grêmio                                                  |
| Total              | 20  |                                                         |

### Estadios
| Atlético Goianiense | Atlético Mineiro | Atlético Paranaense | Avaí | Bahía | Botafogo          |
| Serra Dourada       | Independência | Arena da Baixada | Ressacada | Arena Fonte Nova | Nilton Santos     |
| Capacidad: 42 000   | Capacidad: 23 018 | Capacidad: 42 372 | Capacidad: 17 500 | Capacidad: 50 025 | Capacidad: 46 931 |
|                     | | | | |                   |
| Chapecoense         | Sport Vitória Bahía Atlético Goianiense Atlético Mineiro Cruzeiro Botafogo, Flamengo Fluminense, Vasco da Gama Corinthians, Palmeiras, Ponte Preta, Santos, São Paulo Atlético Paranaense Coritiba Chapecoense Avaí Grêmio | Sport Vitória Bahía Atlético Goianiense Atlético Mineiro Cruzeiro Botafogo, Flamengo Fluminense, Vasco da Gama Corinthians, Palmeiras, Ponte Preta, Santos, São Paulo Atlético Paranaense Coritiba Chapecoense Avaí Grêmio | Sport Vitória Bahía Atlético Goianiense Atlético Mineiro Cruzeiro Botafogo, Flamengo Fluminense, Vasco da Gama Corinthians, Palmeiras, Ponte Preta, Santos, São Paulo Atlético Paranaense Coritiba Chapecoense Avaí Grêmio | Sport Vitória Bahía Atlético Goianiense Atlético Mineiro Cruzeiro Botafogo, Flamengo Fluminense, Vasco da Gama Corinthians, Palmeiras, Ponte Preta, Santos, São Paulo Atlético Paranaense Coritiba Chapecoense Avaí Grêmio | Corinthians       |
| Arena Condá         | Sport Vitória Bahía Atlético Goianiense Atlético Mineiro Cruzeiro Botafogo, Flamengo Fluminense, Vasco da Gama Corinthians, Palmeiras, Ponte Preta, Santos, São Paulo Atlético Paranaense Coritiba Chapecoense Avaí Grêmio | Sport Vitória Bahía Atlético Goianiense Atlético Mineiro Cruzeiro Botafogo, Flamengo Fluminense, Vasco da Gama Corinthians, Palmeiras, Ponte Preta, Santos, São Paulo Atlético Paranaense Coritiba Chapecoense Avaí Grêmio | Sport Vitória Bahía Atlético Goianiense Atlético Mineiro Cruzeiro Botafogo, Flamengo Fluminense, Vasco da Gama Corinthians, Palmeiras, Ponte Preta, Santos, São Paulo Atlético Paranaense Coritiba Chapecoense Avaí Grêmio | Sport Vitória Bahía Atlético Goianiense Atlético Mineiro Cruzeiro Botafogo, Flamengo Fluminense, Vasco da Gama Corinthians, Palmeiras, Ponte Preta, Santos, São Paulo Atlético Paranaense Coritiba Chapecoense Avaí Grêmio | Arena Corinthians |
| Capacidad: 21 000   | Sport Vitória Bahía Atlético Goianiense Atlético Mineiro Cruzeiro Botafogo, Flamengo Fluminense, Vasco da Gama Corinthians, Palmeiras, Ponte Preta, Santos, São Paulo Atlético Paranaense Coritiba Chapecoense Avaí Grêmio | Sport Vitória Bahía Atlético Goianiense Atlético Mineiro Cruzeiro Botafogo, Flamengo Fluminense, Vasco da Gama Corinthians, Palmeiras, Ponte Preta, Santos, São Paulo Atlético Paranaense Coritiba Chapecoense Avaí Grêmio | Sport Vitória Bahía Atlético Goianiense Atlético Mineiro Cruzeiro Botafogo, Flamengo Fluminense, Vasco da Gama Corinthians, Palmeiras, Ponte Preta, Santos, São Paulo Atlético Paranaense Coritiba Chapecoense Avaí Grêmio | Sport Vitória Bahía Atlético Goianiense Atlético Mineiro Cruzeiro Botafogo, Flamengo Fluminense, Vasco da Gama Corinthians, Palmeiras, Ponte Preta, Santos, São Paulo Atlético Paranaense Coritiba Chapecoense Avaí Grêmio | Capacidad: 48 000 |
|                     | Sport Vitória Bahía Atlético Goianiense Atlético Mineiro Cruzeiro Botafogo, Flamengo Fluminense, Vasco da Gama Corinthians, Palmeiras, Ponte Preta, Santos, São Paulo Atlético Paranaense Coritiba Chapecoense Avaí Grêmio | Sport Vitória Bahía Atlético Goianiense Atlético Mineiro Cruzeiro Botafogo, Flamengo Fluminense, Vasco da Gama Corinthians, Palmeiras, Ponte Preta, Santos, São Paulo Atlético Paranaense Coritiba Chapecoense Avaí Grêmio | Sport Vitória Bahía Atlético Goianiense Atlético Mineiro Cruzeiro Botafogo, Flamengo Fluminense, Vasco da Gama Corinthians, Palmeiras, Ponte Preta, Santos, São Paulo Atlético Paranaense Coritiba Chapecoense Avaí Grêmio | Sport Vitória Bahía Atlético Goianiense Atlético Mineiro Cruzeiro Botafogo, Flamengo Fluminense, Vasco da Gama Corinthians, Palmeiras, Ponte Preta, Santos, São Paulo Atlético Paranaense Coritiba Chapecoense Avaí Grêmio |                   |
| Coritiba            | Sport Vitória Bahía Atlético Goianiense Atlético Mineiro Cruzeiro Botafogo, Flamengo Fluminense, Vasco da Gama Corinthians, Palmeiras, Ponte Preta, Santos, São Paulo Atlético Paranaense Coritiba Chapecoense Avaí Grêmio | Sport Vitória Bahía Atlético Goianiense Atlético Mineiro Cruzeiro Botafogo, Flamengo Fluminense, Vasco da Gama Corinthians, Palmeiras, Ponte Preta, Santos, São Paulo Atlético Paranaense Coritiba Chapecoense Avaí Grêmio | Sport Vitória Bahía Atlético Goianiense Atlético Mineiro Cruzeiro Botafogo, Flamengo Fluminense, Vasco da Gama Corinthians, Palmeiras, Ponte Preta, Santos, São Paulo Atlético Paranaense Coritiba Chapecoense Avaí Grêmio | Sport Vitória Bahía Atlético Goianiense Atlético Mineiro Cruzeiro Botafogo, Flamengo Fluminense, Vasco da Gama Corinthians, Palmeiras, Ponte Preta, Santos, São Paulo Atlético Paranaense Coritiba Chapecoense Avaí Grêmio | Cruzeiro          |
| Couto Pereira       | Sport Vitória Bahía Atlético Goianiense Atlético Mineiro Cruzeiro Botafogo, Flamengo Fluminense, Vasco da Gama Corinthians, Palmeiras, Ponte Preta, Santos, São Paulo Atlético Paranaense Coritiba Chapecoense Avaí Grêmio | Sport Vitória Bahía Atlético Goianiense Atlético Mineiro Cruzeiro Botafogo, Flamengo Fluminense, Vasco da Gama Corinthians, Palmeiras, Ponte Preta, Santos, São Paulo Atlético Paranaense Coritiba Chapecoense Avaí Grêmio | Sport Vitória Bahía Atlético Goianiense Atlético Mineiro Cruzeiro Botafogo, Flamengo Fluminense, Vasco da Gama Corinthians, Palmeiras, Ponte Preta, Santos, São Paulo Atlético Paranaense Coritiba Chapecoense Avaí Grêmio | Sport Vitória Bahía Atlético Goianiense Atlético Mineiro Cruzeiro Botafogo, Flamengo Fluminense, Vasco da Gama Corinthians, Palmeiras, Ponte Preta, Santos, São Paulo Atlético Paranaense Coritiba Chapecoense Avaí Grêmio | Mineirão          |
| Capacidad: 40 502   | Sport Vitória Bahía Atlético Goianiense Atlético Mineiro Cruzeiro Botafogo, Flamengo Fluminense, Vasco da Gama Corinthians, Palmeiras, Ponte Preta, Santos, São Paulo Atlético Paranaense Coritiba Chapecoense Avaí Grêmio | Sport Vitória Bahía Atlético Goianiense Atlético Mineiro Cruzeiro Botafogo, Flamengo Fluminense, Vasco da Gama Corinthians, Palmeiras, Ponte Preta, Santos, São Paulo Atlético Paranaense Coritiba Chapecoense Avaí Grêmio | Sport Vitória Bahía Atlético Goianiense Atlético Mineiro Cruzeiro Botafogo, Flamengo Fluminense, Vasco da Gama Corinthians, Palmeiras, Ponte Preta, Santos, São Paulo Atlético Paranaense Coritiba Chapecoense Avaí Grêmio | Sport Vitória Bahía Atlético Goianiense Atlético Mineiro Cruzeiro Botafogo, Flamengo Fluminense, Vasco da Gama Corinthians, Palmeiras, Ponte Preta, Santos, São Paulo Atlético Paranaense Coritiba Chapecoense Avaí Grêmio | Capacidad: 57 483 |
|                     | Sport Vitória Bahía Atlético Goianiense Atlético Mineiro Cruzeiro Botafogo, Flamengo Fluminense, Vasco da Gama Corinthians, Palmeiras, Ponte Preta, Santos, São Paulo Atlético Paranaense Coritiba Chapecoense Avaí Grêmio | Sport Vitória Bahía Atlético Goianiense Atlético Mineiro Cruzeiro Botafogo, Flamengo Fluminense, Vasco da Gama Corinthians, Palmeiras, Ponte Preta, Santos, São Paulo Atlético Paranaense Coritiba Chapecoense Avaí Grêmio | Sport Vitória Bahía Atlético Goianiense Atlético Mineiro Cruzeiro Botafogo, Flamengo Fluminense, Vasco da Gama Corinthians, Palmeiras, Ponte Preta, Santos, São Paulo Atlético Paranaense Coritiba Chapecoense Avaí Grêmio | Sport Vitória Bahía Atlético Goianiense Atlético Mineiro Cruzeiro Botafogo, Flamengo Fluminense, Vasco da Gama Corinthians, Palmeiras, Ponte Preta, Santos, São Paulo Atlético Paranaense Coritiba Chapecoense Avaí Grêmio |                   |
| Flamengo            | Sport Vitória Bahía Atlético Goianiense Atlético Mineiro Cruzeiro Botafogo, Flamengo Fluminense, Vasco da Gama Corinthians, Palmeiras, Ponte Preta, Santos, São Paulo Atlético Paranaense Coritiba Chapecoense Avaí Grêmio | Sport Vitória Bahía Atlético Goianiense Atlético Mineiro Cruzeiro Botafogo, Flamengo Fluminense, Vasco da Gama Corinthians, Palmeiras, Ponte Preta, Santos, São Paulo Atlético Paranaense Coritiba Chapecoense Avaí Grêmio | Sport Vitória Bahía Atlético Goianiense Atlético Mineiro Cruzeiro Botafogo, Flamengo Fluminense, Vasco da Gama Corinthians, Palmeiras, Ponte Preta, Santos, São Paulo Atlético Paranaense Coritiba Chapecoense Avaí Grêmio | Sport Vitória Bahía Atlético Goianiense Atlético Mineiro Cruzeiro Botafogo, Flamengo Fluminense, Vasco da Gama Corinthians, Palmeiras, Ponte Preta, Santos, São Paulo Atlético Paranaense Coritiba Chapecoense Avaí Grêmio | Fluminense        |
| Maracaná            | Sport Vitória Bahía Atlético Goianiense Atlético Mineiro Cruzeiro Botafogo, Flamengo Fluminense, Vasco da Gama Corinthians, Palmeiras, Ponte Preta, Santos, São Paulo Atlético Paranaense Coritiba Chapecoense Avaí Grêmio | Sport Vitória Bahía Atlético Goianiense Atlético Mineiro Cruzeiro Botafogo, Flamengo Fluminense, Vasco da Gama Corinthians, Palmeiras, Ponte Preta, Santos, São Paulo Atlético Paranaense Coritiba Chapecoense Avaí Grêmio | Sport Vitória Bahía Atlético Goianiense Atlético Mineiro Cruzeiro Botafogo, Flamengo Fluminense, Vasco da Gama Corinthians, Palmeiras, Ponte Preta, Santos, São Paulo Atlético Paranaense Coritiba Chapecoense Avaí Grêmio | Sport Vitória Bahía Atlético Goianiense Atlético Mineiro Cruzeiro Botafogo, Flamengo Fluminense, Vasco da Gama Corinthians, Palmeiras, Ponte Preta, Santos, São Paulo Atlético Paranaense Coritiba Chapecoense Avaí Grêmio | Maracaná          |
| Capacidad: 78 838   | Sport Vitória Bahía Atlético Goianiense Atlético Mineiro Cruzeiro Botafogo, Flamengo Fluminense, Vasco da Gama Corinthians, Palmeiras, Ponte Preta, Santos, São Paulo Atlético Paranaense Coritiba Chapecoense Avaí Grêmio | Sport Vitória Bahía Atlético Goianiense Atlético Mineiro Cruzeiro Botafogo, Flamengo Fluminense, Vasco da Gama Corinthians, Palmeiras, Ponte Preta, Santos, São Paulo Atlético Paranaense Coritiba Chapecoense Avaí Grêmio | Sport Vitória Bahía Atlético Goianiense Atlético Mineiro Cruzeiro Botafogo, Flamengo Fluminense, Vasco da Gama Corinthians, Palmeiras, Ponte Preta, Santos, São Paulo Atlético Paranaense Coritiba Chapecoense Avaí Grêmio | Sport Vitória Bahía Atlético Goianiense Atlético Mineiro Cruzeiro Botafogo, Flamengo Fluminense, Vasco da Gama Corinthians, Palmeiras, Ponte Preta, Santos, São Paulo Atlético Paranaense Coritiba Chapecoense Avaí Grêmio | Capacidad: 78 838 |
|                     | Sport Vitória Bahía Atlético Goianiense Atlético Mineiro Cruzeiro Botafogo, Flamengo Fluminense, Vasco da Gama Corinthians, Palmeiras, Ponte Preta, Santos, São Paulo Atlético Paranaense Coritiba Chapecoense Avaí Grêmio | Sport Vitória Bahía Atlético Goianiense Atlético Mineiro Cruzeiro Botafogo, Flamengo Fluminense, Vasco da Gama Corinthians, Palmeiras, Ponte Preta, Santos, São Paulo Atlético Paranaense Coritiba Chapecoense Avaí Grêmio | Sport Vitória Bahía Atlético Goianiense Atlético Mineiro Cruzeiro Botafogo, Flamengo Fluminense, Vasco da Gama Corinthians, Palmeiras, Ponte Preta, Santos, São Paulo Atlético Paranaense Coritiba Chapecoense Avaí Grêmio | Sport Vitória Bahía Atlético Goianiense Atlético Mineiro Cruzeiro Botafogo, Flamengo Fluminense, Vasco da Gama Corinthians, Palmeiras, Ponte Preta, Santos, São Paulo Atlético Paranaense Coritiba Chapecoense Avaí Grêmio |                   |
| Grêmio              | Sport Vitória Bahía Atlético Goianiense Atlético Mineiro Cruzeiro Botafogo, Flamengo Fluminense, Vasco da Gama Corinthians, Palmeiras, Ponte Preta, Santos, São Paulo Atlético Paranaense Coritiba Chapecoense Avaí Grêmio | Sport Vitória Bahía Atlético Goianiense Atlético Mineiro Cruzeiro Botafogo, Flamengo Fluminense, Vasco da Gama Corinthians, Palmeiras, Ponte Preta, Santos, São Paulo Atlético Paranaense Coritiba Chapecoense Avaí Grêmio | Sport Vitória Bahía Atlético Goianiense Atlético Mineiro Cruzeiro Botafogo, Flamengo Fluminense, Vasco da Gama Corinthians, Palmeiras, Ponte Preta, Santos, São Paulo Atlético Paranaense Coritiba Chapecoense Avaí Grêmio | Sport Vitória Bahía Atlético Goianiense Atlético Mineiro Cruzeiro Botafogo, Flamengo Fluminense, Vasco da Gama Corinthians, Palmeiras, Ponte Preta, Santos, São Paulo Atlético Paranaense Coritiba Chapecoense Avaí Grêmio | Palmeiras         |
| Arena do Grêmio     | Sport Vitória Bahía Atlético Goianiense Atlético Mineiro Cruzeiro Botafogo, Flamengo Fluminense, Vasco da Gama Corinthians, Palmeiras, Ponte Preta, Santos, São Paulo Atlético Paranaense Coritiba Chapecoense Avaí Grêmio | Sport Vitória Bahía Atlético Goianiense Atlético Mineiro Cruzeiro Botafogo, Flamengo Fluminense, Vasco da Gama Corinthians, Palmeiras, Ponte Preta, Santos, São Paulo Atlético Paranaense Coritiba Chapecoense Avaí Grêmio | Sport Vitória Bahía Atlético Goianiense Atlético Mineiro Cruzeiro Botafogo, Flamengo Fluminense, Vasco da Gama Corinthians, Palmeiras, Ponte Preta, Santos, São Paulo Atlético Paranaense Coritiba Chapecoense Avaí Grêmio | Sport Vitória Bahía Atlético Goianiense Atlético Mineiro Cruzeiro Botafogo, Flamengo Fluminense, Vasco da Gama Corinthians, Palmeiras, Ponte Preta, Santos, São Paulo Atlético Paranaense Coritiba Chapecoense Avaí Grêmio | Allianz Parque    |
| Capacidad: 55 538   | Sport Vitória Bahía Atlético Goianiense Atlético Mineiro Cruzeiro Botafogo, Flamengo Fluminense, Vasco da Gama Corinthians, Palmeiras, Ponte Preta, Santos, São Paulo Atlético Paranaense Coritiba Chapecoense Avaí Grêmio | Sport Vitória Bahía Atlético Goianiense Atlético Mineiro Cruzeiro Botafogo, Flamengo Fluminense, Vasco da Gama Corinthians, Palmeiras, Ponte Preta, Santos, São Paulo Atlético Paranaense Coritiba Chapecoense Avaí Grêmio | Sport Vitória Bahía Atlético Goianiense Atlético Mineiro Cruzeiro Botafogo, Flamengo Fluminense, Vasco da Gama Corinthians, Palmeiras, Ponte Preta, Santos, São Paulo Atlético Paranaense Coritiba Chapecoense Avaí Grêmio | Sport Vitória Bahía Atlético Goianiense Atlético Mineiro Cruzeiro Botafogo, Flamengo Fluminense, Vasco da Gama Corinthians, Palmeiras, Ponte Preta, Santos, São Paulo Atlético Paranaense Coritiba Chapecoense Avaí Grêmio | Capacidad: 45 000 |
|                     | Sport Vitória Bahía Atlético Goianiense Atlético Mineiro Cruzeiro Botafogo, Flamengo Fluminense, Vasco da Gama Corinthians, Palmeiras, Ponte Preta, Santos, São Paulo Atlético Paranaense Coritiba Chapecoense Avaí Grêmio | Sport Vitória Bahía Atlético Goianiense Atlético Mineiro Cruzeiro Botafogo, Flamengo Fluminense, Vasco da Gama Corinthians, Palmeiras, Ponte Preta, Santos, São Paulo Atlético Paranaense Coritiba Chapecoense Avaí Grêmio | Sport Vitória Bahía Atlético Goianiense Atlético Mineiro Cruzeiro Botafogo, Flamengo Fluminense, Vasco da Gama Corinthians, Palmeiras, Ponte Preta, Santos, São Paulo Atlético Paranaense Coritiba Chapecoense Avaí Grêmio | Sport Vitória Bahía Atlético Goianiense Atlético Mineiro Cruzeiro Botafogo, Flamengo Fluminense, Vasco da Gama Corinthians, Palmeiras, Ponte Preta, Santos, São Paulo Atlético Paranaense Coritiba Chapecoense Avaí Grêmio |                   |
| Ponte Preta         | Santos | São Paulo | Sport | Vasco da Gama | Vitória           |
| Moisés Lucarelli    | Vila Belmiro | Morumbi | Ilha do Retiro | São Januário | Barradão          |
| Capacidad: 17 728   | Capacidad: 16 798 | Capacidad: 66 795 | Capacidad: 35 000 | Capacidad: 24 500 | Capacidad: 35 000 |
|                     | | | | |                   |

### Entrenadores
| Listado de entrenadores | Listado de entrenadores       | Listado de entrenadores |
| Equipo                  | Entrenador                    | Jornadas                |
| ----------------------- | ----------------------------- | ----------------------- |
| Atlético Goianiense     | Marcelo Cabo                  | 1.ª a 4.ª               |
| Atlético Goianiense     | João Paulo Sanches (interino) | 5.ª                     |
| Atlético Goianiense     | Doriva                        | 6.ª a 15.ª              |
| Atlético Goianiense     | João Paulo Sanches            | 16.ª en adelante        |
| Atlético Mineiro        | Roger Machado                 | 1.ª a 15.ª              |
| Atlético Mineiro        | Diego Giacomini (interino)    | 16.ª                    |
| Atlético Mineiro        | Rogério Micalle               | 17.ª a 25.ª             |
| Atlético Mineiro        | Oswaldo de Oliveira           | 26.ª en adelante        |
| Atlético Paranaense     | Paulo Autuori                 | 1.ª a 2.ª               |
| Atlético Paranaense     | Eduardo Baptista              | 3.ª a 12.ª              |
| Atlético Paranaense     | Fabiano Soares                | 13.ª en adelante        |
| Avaí                    | Claudinei Oliveira            | 1.ª en adelante         |
| Bahia                   | Guto Ferreira                 | 1.ª a 3.ª               |
| Bahia                   | Jorginho                      | 4.ª a 17.ª              |
| Bahia                   | Preto Casagrande              | 18.ª a 26.ª             |
| Bahia                   | Paulo César Carpegiani        | 27.ª en adelante        |
| Botafogo                | Jair Ventura                  | 1.ª en adelante         |
| Chapecoense             | Vágner Mancini                | 1.ª a 11.ª              |
| Chapecoense             | Vinícius Eutrópio             | 12.ª a 23.ª             |
| Chapecoense             | Emerson Cris (interino)       | 24.ª a 29.ª             |
| Chapecoense             | Gilson Kleina                 | 30.ª en adelante        |
| Corinthians             | Fábio Carille                 | 1.ª en adelante         |
| Coritiba                | Pachequinho                   | 1.ª a 15.ª              |
| Coritiba                | Robson Gomes (interino)       | 16.ª                    |
| Coritiba                | Marcelo Oliveira              | 17.ª en adelante        |
| Cruzeiro                | Mano Menezes                  | 1.ª en adelante         |
| Flamengo                | Zé Ricardo                    | 1.ª a 19.ª              |
| Flamengo                | Jayme de Almeida (interino)   | 20.ª                    |
| Flamengo                | Reinaldo Rueda                | 21.ª en adelante        |
| Fluminense              | Abel Braga                    | 1.ª en adelante         |
| Grêmio                  | Renato Gaúcho                 | 1.ª en adelante         |
| Palmeiras               | Cuca                          | 1.ª a 27.ª              |
| Palmeiras               | Alberto Valentim (interino)   | 28.ª en adelante        |
| Ponte Preta             | Gilson Kleina                 | 1.ª a 24.ª              |
| Ponte Preta             | Eduardo Baptista              | 25.ª en adelante        |
| Santos                  | Dorival Júnior                | 1.ª a 4.ª               |
| Santos                  | Elano (interino)              | 5.ª a 6.ª               |
| Santos                  | Levir Culpi                   | 7.ª a 31.ª              |
| Santos                  | Elano (interino)              | 32.ª en adelante        |
| São Paulo               | Rogério Ceni                  | 1.ª a 11.ª              |
| São Paulo               | Pintado (interino)            | 12.ª                    |
| São Paulo               | Dorival Júnior                | 13.ª en adelante        |
| Sport                   | Ney Franco                    | 1.ª a 2.ª               |
| Sport                   | Daniel Paulista (interino)    | 3.ª                     |
| Sport                   | Vanderlei Luxemburgo          | 4.ª a 30.ª              |
| Sport                   | Daniel Paulista (interino)    | 31.ª en adelante        |
| Vasco da Gama           | Milton Mendes                 | 1.ª a 21.ª              |
| Vasco da Gama           | Zé Ricardo                    | 22.ª en adelante        |
| Vitória                 | Dejan Petković                | 1.ª a 4.ª               |
| Vitória                 | Alexandre Gallo               | 5.ª a 15.ª              |
| Vitória                 | Flávio Tanajura (interino)    | 16.ª                    |
| Vitória                 | Vágner Mancini                | 17.ª en adelante        |

## Tabla de posiciones
| Pos. | Equipo                  | Pts. | PJ | PG | PE | PP | GF | GC | Dif. |
| ---- | ----------------------- | ---- | -- | -- | -- | -- | -- | -- | ---- |
| 1.º  | Corinthians (C)         | 72   | 38 | 21 | 9  | 8  | 50 | 30 | 20   |
| 2.º  | Palmeiras               | 63   | 38 | 19 | 6  | 13 | 61 | 45 | 16   |
| 3.º  | Santos                  | 63   | 38 | 17 | 12 | 9  | 42 | 32 | 10   |
| 4.º  | Grêmio                  | 62   | 38 | 18 | 8  | 12 | 55 | 36 | 19   |
| 5.º  | Cruzeiro                | 57   | 38 | 15 | 12 | 11 | 47 | 39 | 8    |
| 6.º  | Flamengo                | 56   | 38 | 15 | 11 | 12 | 49 | 38 | 11   |
| 7.º  | Vasco da Gama           | 56   | 38 | 15 | 11 | 12 | 40 | 47 | −7   |
| 8.º  | Chapecoense             | 54   | 38 | 15 | 9  | 14 | 47 | 49 | −2   |
| 9.º  | Atlético Mineiro        | 54   | 38 | 14 | 12 | 12 | 52 | 49 | 3    |
| 10.º | Botafogo                | 53   | 38 | 14 | 11 | 13 | 45 | 42 | 3    |
| 11.º | Atlético Paranaense     | 51   | 38 | 14 | 9  | 15 | 45 | 43 | 2    |
| 12.º | Bahía                   | 50   | 38 | 13 | 11 | 14 | 50 | 48 | 2    |
| 13.º | São Paulo               | 50   | 38 | 13 | 11 | 14 | 48 | 49 | −1   |
| 14.º | Fluminense              | 47   | 38 | 11 | 14 | 13 | 50 | 53 | −3   |
| 15.º | Sport Recife            | 45   | 38 | 12 | 9  | 17 | 46 | 58 | −12  |
| 16.º | Vitória                 | 43   | 38 | 11 | 10 | 17 | 50 | 58 | −8   |
| 17.º | Coritiba (D)            | 43   | 38 | 11 | 10 | 17 | 42 | 51 | −9   |
| 18.º | Avaí (D)                | 43   | 38 | 10 | 13 | 15 | 29 | 48 | −19  |
| 19.º | Ponte Preta (D)         | 39   | 38 | 10 | 9  | 19 | 37 | 52 | −15  |
| 20.º | Atlético Goianiense (D) | 36   | 38 | 9  | 9  | 20 | 38 | 56 | −18  |

|  | Campeón. Clasifica a la fase de grupos de la Copa Libertadores 2018. (C) |
|  | Clasifica a la fase de grupos de la Copa Libertadores 2018.              |
|  | Clasifica a la fase preclasificatoria de la Copa Libertadores 2018.      |
|  | Clasifica a la primera fase de la Copa Sudamericana 2018.                |
|  | Desciende a la Serie B 2018. (D)                                         |

|                                 |
| Bandera del estado de São Paulo |
| Campeón Corinthians 7.º título  |

1. ↑  Campeón de la Copa Libertadores 2017.
2. ↑  Campeón de la Copa de Brasil 2017.

### Evolución de las posiciones
| Jornada / Equipo | 1  | 2  | 3  | 4  | 5  | 6  | 7  | 8  | 9  | 10 | 11 | 12 | 13 | 14 | 15 | 16 | 17 | 18 | 19 | 20 | 21 | 22 | 23 | 24 | 25 | 26 | 27 | 28 | 29 | 30 | 31 | 32 | 33 | 34 | 35 | 36 | 37 | 38 |
| Jornada / Equipo |    |    |    |    |    |    |    |    |    |    |    |    |    |    |    |    |    |    |    |    |    |    |    |    |    |    |    |    |    |    |    |    |    |    |    |    |    |    |
| ---------------- | -- | -- | -- | -- | -- | -- | -- | -- | -- | -- | -- | -- | -- | -- | -- | -- | -- | -- | -- | -- | -- | -- | -- | -- | -- | -- | -- | -- | -- | -- | -- | -- | -- | -- | -- | -- | -- | -- |
| Atl. Goianiense  | 17 | 20 | 20 | 20 | 18 | 19 | 16 | 19 | 19 | 20 | 20 | 20 | 20 | 20 | 20 | 20 | 20 | 20 | 20 | 20 | 20 | 20 | 20 | 20 | 20 | 20 | 20 | 20 | 20 | 20 | 20 | 20 | 20 | 20 | 20 | 20 | 20 | 20 |
| Atlético Mineiro | 11 | 15 | 16 | 17 | 15 | 16 | 17 | 15 | 16 | 14 | 8  | 9  | 12 | 11 | 11 | 13 | 10 | 11 | 15 | 11 | 13 | 10 | 11 | 10 | 11 | 9  | 8  | 9  | 10 | 10 | 10 | 12 | 10 | 10 | 11 | 8  | 10 | 9  |
| Atl. Paranaense  | 18 | 19 | 19 | 19 | 19 | 20 | 20 | 18 | 13 | 12 | 14 | 14 | 14 | 15 | 16 | 16 | 14 | 10 | 8  | 6  | 7  | 8  | 9  | 8  | 8  | 8  | 10 | 11 | 9  | 9  | 9  | 11 | 13 | 12 | 13 | 11 | 13 | 11 |
| Avaí             | 12 | 17 | 18 | 14 | 17 | 17 | 19 | 20 | 20 | 19 | 19 | 18 | 19 | 17 | 18 | 17 | 18 | 18 | 19 | 18 | 19 | 18 | 14 | 13 | 15 | 18 | 18 | 18 | 19 | 16 | 18 | 19 | 19 | 19 | 19 | 19 | 18 | 18 |
| Bahía            | 1  | 7  | 13 | 9  | 6  | 8  | 6  | 12 | 15 | 17 | 16 | 16 | 13 | 14 | 12 | 14 | 15 | 16 | 13 | 15 | 12 | 14 | 15 | 16 | 13 | 13 | 14 | 10 | 13 | 12 | 13 | 10 | 9  | 9  | 9  | 10 | 11 | 12 |
| Botafogo         | 16 | 13 | 8  | 7  | 9  | 12 | 13 | 7  | 4  | 7  | 10 | 11 | 9  | 6  | 7  | 7  | 7  | 8  | 11 | 8  | 10 | 7  | 7  | 7  | 6  | 6  | 6  | 6  | 7  | 6  | 6  | 6  | 5  | 6  | 6  | 7  | 8  | 10 |
| Chapecoense      | 8  | 4  | 1  | 1  | 5  | 4  | 4  | 5  | 10 | 13 | 15 | 15 | 16 | 13 | 15 | 11 | 12 | 13 | 16 | 17 | 15 | 17 | 18 | 14 | 10 | 12 | 13 | 16 | 12 | 11 | 12 | 14 | 14 | 13 | 10 | 12 | 9  | 8  |
| Corinthians      | 9  | 5  | 2  | 2  | 1  | 1  | 1  | 1  | 1  | 1  | 1  | 1  | 1  | 1  | 1  | 1  | 1  | 1  | 1  | 1  | 1  | 1  | 1  | 1  | 1  | 1  | 1  | 1  | 1  | 1  | 1  | 1  | 1  | 1  | 1  | 1  | 1  | 1  |
| Coritiba         | 4  | 9  | 5  | 4  | 3  | 3  | 3  | 3  | 5  | 9  | 9  | 12 | 10 | 12 | 13 | 15 | 17 | 12 | 10 | 12 | 14 | 15 | 16 | 18 | 19 | 19 | 19 | 19 | 18 | 19 | 16 | 15 | 15 | 15 | 14 | 15 | 16 | 17 |
| Cruzeiro         | 7  | 6  | 3  | 8  | 10 | 6  | 8  | 8  | 12 | 10 | 13 | 7  | 6  | 7  | 8  | 9  | 9  | 7  | 7  | 9  | 6  | 6  | 6  | 6  | 5  | 5  | 3  | 5  | 5  | 5  | 5  | 5  | 6  | 5  | 5  | 5  | 5  | 5  |
| Flamengo         | 10 | 3  | 10 | 12 | 14 | 15 | 11 | 11 | 8  | 3  | 3  | 2  | 4  | 4  | 4  | 4  | 5  | 5  | 5  | 7  | 5  | 5  | 5  | 5  | 7  | 7  | 7  | 7  | 6  | 7  | 7  | 7  | 7  | 7  | 7  | 6  | 6  | 6  |
| Fluminense       | 6  | 2  | 7  | 5  | 4  | 7  | 10 | 10 | 6  | 8  | 7  | 8  | 11 | 10 | 9  | 12 | 13 | 14 | 9  | 10 | 8  | 9  | 10 | 11 | 12 | 16 | 16 | 12 | 11 | 13 | 14 | 13 | 12 | 14 | 15 | 14 | 14 | 14 |
| Grêmio           | 5  | 1  | 4  | 3  | 2  | 2  | 2  | 2  | 2  | 2  | 2  | 3  | 2  | 2  | 2  | 2  | 2  | 2  | 2  | 2  | 2  | 2  | 2  | 2  | 3  | 3  | 4  | 2  | 2  | 4  | 4  | 3  | 2  | 2  | 2  | 2  | 3  | 4  |
| Palmeiras        | 2  | 8  | 14 | 13 | 16 | 13 | 15 | 13 | 9  | 4  | 4  | 5  | 7  | 5  | 6  | 5  | 4  | 4  | 4  | 4  | 4  | 4  | 4  | 4  | 4  | 4  | 5  | 4  | 3  | 2  | 2  | 4  | 4  | 3  | 3  | 3  | 2  | 2  |
| Ponte Preta      | 3  | 10 | 11 | 6  | 8  | 5  | 9  | 9  | 7  | 11 | 11 | 13 | 15 | 16 | 14 | 10 | 11 | 15 | 14 | 14 | 11 | 13 | 13 | 15 | 18 | 15 | 15 | 17 | 17 | 18 | 17 | 18 | 18 | 18 | 17 | 17 | 19 | 19 |
| Santos           | 14 | 12 | 15 | 16 | 12 | 10 | 5  | 4  | 3  | 5  | 5  | 4  | 3  | 3  | 3  | 3  | 3  | 3  | 3  | 3  | 3  | 3  | 3  | 3  | 2  | 2  | 2  | 3  | 4  | 3  | 3  | 2  | 3  | 4  | 4  | 4  | 4  | 3  |
| São Paulo        | 15 | 11 | 6  | 10 | 7  | 9  | 7  | 14 | 14 | 16 | 17 | 19 | 17 | 18 | 17 | 18 | 16 | 17 | 17 | 16 | 17 | 19 | 19 | 17 | 17 | 14 | 17 | 13 | 15 | 14 | 11 | 9  | 11 | 11 | 12 | 13 | 12 | 13 |
| Sport            | 19 | 18 | 12 | 15 | 11 | 14 | 14 | 17 | 17 | 15 | 12 | 6  | 5  | 8  | 5  | 6  | 6  | 6  | 6  | 5  | 9  | 11 | 12 | 12 | 14 | 17 | 11 | 14 | 14 | 15 | 15 | 16 | 17 | 17 | 18 | 18 | 17 | 15 |
| Vasco da Gama    | 20 | 14 | 9  | 11 | 13 | 11 | 12 | 6  | 11 | 6  | 6  | 10 | 8  | 9  | 10 | 8  | 8  | 9  | 12 | 13 | 16 | 12 | 8  | 9  | 9  | 10 | 9  | 8  | 8  | 8  | 8  | 8  | 8  | 8  | 8  | 9  | 7  | 7  |
| Vitória          | 13 | 16 | 17 | 18 | 20 | 18 | 18 | 16 | 18 | 18 | 18 | 17 | 18 | 19 | 19 | 19 | 19 | 19 | 18 | 19 | 18 | 16 | 17 | 19 | 16 | 11 | 12 | 15 | 16 | 17 | 19 | 17 | 16 | 16 | 16 | 16 | 15 | 16 |

Cruzeiro venció a la Copa de Brasil 2017 y clasificó a la fase de grupos de la Copa Conmebol Libertadores 2018.

## Resultados

### Primera rueda
| Flamengo    | 1 - 1 | Atlético Mineiro    | Maracaná          | 13 de mayo | 16:00 |
| Corinthians | 1 - 1 | Chapecoense         | Arena Corinthians | 13 de mayo | 19:00 |
| Fluminense  | 3 - 2 | Santos              | Maracaná          | 14 de mayo | 11:00 |
| Palmeiras   | 4 - 0 | Vasco da Gama       | Allianz Parque    | 14 de mayo | 16:00 |
| Cruzeiro    | 1 - 0 | São Paulo           | Mineirão          | 14 de mayo | 16:00 |
| Ponte Preta | 4 - 0 | Sport Recife        | Moisés Lucarelli  | 14 de mayo | 16:00 |
| Avaí        | 0 - 0 | Vitória             | Ressacada         | 14 de mayo | 16:00 |
| Bahía       | 6 - 2 | Atlético Paranaense | Arena Fonte Nova  | 14 de mayo | 16:00 |
| Grêmio      | 2 - 0 | Botafogo            | Arena do Grêmio   | 14 de mayo | 19:00 |
| Coritiba    | 4 - 1 | Atlético Goianiense | Couto Pereira     | 15 de mayo | 20:00 |

| Santos              | 1 - 0 | Coritiba    | Vila Belmiro     | 20 de mayo | 16:00 |
| Chapecoense         | 1 - 0 | Palmeiras   | Arena Condá      | 20 de mayo | 19:00 |
| Atlético Goianiense | 0 - 3 | Flamengo    | Serra Dourada    | 20 de mayo | 19:00 |
| Vasco da Gama       | 2 - 1 | Bahía       | São Januário     | 21 de mayo | 11:00 |
| Atlético Mineiro    | 1 - 2 | Fluminense  | Independência    | 21 de mayo | 16:00 |
| Atlético Paranaense | 0 - 2 | Grêmio      | Arena da Baixada | 21 de mayo | 16:00 |
| Vitória             | 0 - 1 | Corinthians | Arena Fonte Nova | 21 de mayo | 16:00 |
| Botafogo            | 2 - 0 | Ponte Preta | Engenhão         | 21 de mayo | 18:00 |
| Sport Recife        | 1 - 1 | Cruzeiro    | Ilha do Retiro   | 21 de mayo | 19:00 |
| São Paulo           | 2 - 0 | Avaí        | Morumbi          | 22 de mayo | 20:00 |

| Vasco da Gama       | 3 - 2 | Fluminense  | São Januário     | 27 de mayo | 16:00 |
| São Paulo           | 2 - 0 | Palmeiras   | Morumbi          | 27 de mayo | 19:00 |
| Vitória             | 0 - 1 | Coritiba    | Arena Fonte Nova | 27 de mayo | 21:00 |
| Atlético Mineiro    | 2 - 2 | Ponte Preta | Independência    | 28 de mayo | 11:00 |
| Santos              | 0 - 1 | Cruzeiro    | Vila Belmiro     | 28 de mayo | 16:00 |
| Atlético Paranaense | 1 - 1 | Flamengo    | Arena da Baixada | 28 de mayo | 16:00 |
| Atlético Goianiense | 0 - 1 | Corinthians | Serra Dourada    | 28 de mayo | 16:00 |
| Sport Recife        | 4 - 3 | Grêmio      | Ilha do Retiro   | 28 de mayo | 18:00 |
| Botafogo            | 1 - 0 | Bahía       | Engenhão         | 28 de mayo | 19:00 |
| Chapecoense         | 2 - 0 | Avaí        | Arena Condá      | 29 de mayo | 20:00 |

| Coritiba    | 1 - 0 | Atlético Paranaense | Couto Pereira       | 3 de junio | 16:00 |
| Fluminense  | 2 - 1 | Vitória             | Maracaná            | 3 de junio | 18:00 |
| Corinthians | 2 - 0 | Santos              | Arena Corinthians   | 3 de junio | 19:00 |
| Flamengo    | 0 - 0 | Botafogo            | Raulino de Oliveira | 4 de junio | 11:00 |
| Avaí        | 1 - 0 | Sport Recife        | Ressacada           | 4 de junio | 11:00 |
| Palmeiras   | 0 - 0 | Atlético Mineiro    | Allianz Parque      | 4 de junio | 16:00 |
| Grêmio      | 2 - 0 | Vasco da Gama       | Arena do Grêmio     | 4 de junio | 16:00 |
| Ponte Preta | 1 - 0 | São Paulo           | Moisés Lucarelli    | 4 de junio | 16:00 |
| Cruzeiro    | 0 - 2 | Chapecoense         | Mineirão            | 4 de junio | 19:00 |
| Bahía       | 3 - 0 | Atlético Goianiense | Arena Fonte Nova    | 5 de junio | 20:00 |

| Fluminense          | 1 - 1 | Atlético Paranaense | Maracaná         | 6 de junio | 20:00 |
| Atlético Mineiro    | 1 - 0 | Avaí                | Independência    | 7 de junio | 19:30 |
| Coritiba            | 1 - 0 | Palmeiras           | Couto Pereira    | 7 de junio | 19:30 |
| Santos              | 1 - 0 | Botafogo            | Pacaembú         | 7 de junio | 21:00 |
| Vasco da Gama       | 2 - 5 | Corinthians         | São Januário     | 7 de junio | 21:45 |
| Sport Recife        | 2 - 0 | Flamengo            | Ilha do Retiro   | 7 de junio | 21:45 |
| São Paulo           | 2 - 0 | Vitória             | Morumbi          | 8 de junio | 19:30 |
| Atlético Goianiense | 3 - 0 | Ponte Preta         | Pedro Ludovico   | 8 de junio | 19:30 |
| Chapecoense         | 3 - 6 | Grêmio              | Arena Condá      | 8 de junio | 20:00 |
| Bahía               | 1 - 0 | Cruzeiro            | Arena Fonte Nova | 8 de junio | 21:00 |

| Palmeiras           | 3 - 1 | Fluminense          | Allianz Parque    | 10 de junio | 16:00 |
| Vasco da Gama       | 2 - 1 | Sport Recife        | São Januário      | 10 de junio | 19:00 |
| Botafogo            | 2 - 2 | Coritiba            | Engenhão          | 11 de junio | 11:00 |
| Corinthians         | 3 - 2 | São Paulo           | Arena Corinthians | 11 de junio | 16:00 |
| Vitória             | 2 - 0 | Atlético Mineiro    | Barradão          | 11 de junio | 16:00 |
| Ponte Preta         | 3 - 2 | Chapecoense         | Moisés Lucarelli  | 11 de junio | 16:00 |
| Avaí                | 1 - 1 | Flamengo            | Ressacada         | 11 de junio | 16:00 |
| Cruzeiro            | 2 - 0 | Atlético Goianiense | Mineirão          | 11 de junio | 18:30 |
| Atlético Paranaense | 0 - 2 | Santos              | Arena da Baixada  | 11 de junio | 19:00 |
| Grêmio              | 1 - 0 | Bahía               | Arena do Grêmio   | 12 de junio | 20:00 |

| Atlético Mineiro    | 0 - 1 | Atlético Paranaense | Independência     | 14 de junio | 19:30 |
| Sport Recife        | 0 - 0 | São Paulo           | Ilha do Retiro    | 14 de junio | 19:30 |
| Vitória             | 2 - 2 | Botafogo            | Barradão          | 14 de junio | 19:30 |
| Atlético Goianiense | 3 - 1 | Avaí                | Pedro Ludovico    | 14 de junio | 19:30 |
| Flamengo            | 2 - 0 | Ponte Preta         | Ilha do Urubu     | 14 de junio | 21:00 |
| Santos              | 1 - 0 | Palmeiras           | Vila Belmiro      | 14 de junio | 21:45 |
| Corinthians         | 1 - 0 | Cruzeiro            | Arena Corinthians | 14 de junio | 21:45 |
| Chapecoense         | 2 - 1 | Vasco da Gama       | Arena Condá       | 14 de junio | 21:45 |
| Coritiba            | 0 - 0 | Bahía               | Couto Pereira     | 15 de junio | 16:00 |
| Fluminense          | 0 - 2 | Grêmio              | Maracaná          | 15 de junio | 21:00 |

| Atlético Goianiense | 0 - 1 | Atlético Paranaense | Pedro Ludovico   | 17 de junio | 16:00 |
| Vasco da Gama       | 1 - 0 | Avaí                | São Januário     | 17 de junio | 19:00 |
| Santos              | 0 - 0 | Ponte Preta         | Pacaembú         | 17 de junio | 21:00 |
| Coritiba            | 0 - 0 | Corinthians         | Couto Pereira    | 18 de junio | 11:00 |
| Fluminense          | 2 - 2 | Flamengo            | Maracaná         | 18 de junio | 16:00 |
| São Paulo           | 1 - 2 | Atlético Mineiro    | Morumbi          | 18 de junio | 16:00 |
| Bahía               | 2 - 4 | Palmeiras           | Arena Fonte Nova | 18 de junio | 16:00 |
| Chapecoense         | 0 - 2 | Botafogo            | Arena Condá      | 18 de junio | 16:00 |
| Sport Recife        | 1 - 3 | Vitória             | Ilha do Retiro   | 18 de junio | 19:00 |
| Cruzeiro            | 3 - 3 | Grêmio              | Mineirão         | 19 de junio | 20:00 |

| Vitória             | 0 - 2 | Santos              | Barradão          | 21 de junio | 19:30 |
| Palmeiras           | 1 - 0 | Atlético Goianiense | Allianz Parque    | 21 de junio | 21:00 |
| Botafogo            | 3 - 1 | Vasco da Gama       | Engenhão          | 21 de junio | 21:00 |
| Atlético Mineiro    | 2 - 2 | Sport Recife        | Independência     | 21 de junio | 21:45 |
| Atlético Paranaense | 1 - 0 | São Paulo           | Arena da Baixada  | 21 de junio | 21:45 |
| Avaí                | 0 - 3 | Fluminense          | Ressacada         | 21 de junio | 21:45 |
| Ponte Preta         | 1 - 0 | Cruzeiro            | Moisés Lucarelli  | 22 de junio | 19:30 |
| Corinthians         | 3 - 0 | Bahía               | Arena Corinthians | 22 de junio | 19:30 |
| Flamengo            | 5 - 1 | Chapecoense         | Ilha do Urubu     | 22 de junio | 21:00 |
| Grêmio              | 2 - 0 | Coritiba            | Arena do Grêmio   | 22 de junio | 21:00 |

| Santos              | 0 - 1 | Sport Recife        | Vila Belmiro     | 24 de junio | 19:00 |
| Vasco da Gama       | 1 - 0 | Atlético Goianiense | São Januário     | 25 de junio | 11:00 |
| São Paulo           | 1 - 1 | Fluminense          | Morumbi          | 25 de junio | 16:00 |
| Cruzeiro            | 2 - 0 | Coritiba            | Mineirão         | 25 de junio | 16:00 |
| Atlético Paranaense | 4 - 1 | Vitória             | Arena da Baixada | 25 de junio | 16:00 |
| Grêmio              | 0 - 1 | Corinthians         | Arena do Grêmio  | 25 de junio | 16:00 |
| Ponte Preta         | 1 - 2 | Palmeiras           | Moisés Lucarelli | 25 de junio | 16:00 |
| Bahía               | 0 - 1 | Flamengo            | Arena Fonte Nova | 25 de junio | 18:30 |
| Chapecoense         | 0 - 1 | Atlético Mineiro    | Arena Condá      | 25 de junio | 19:00 |
| Botafogo            | 0 - 2 | Avaí                | Engenhão         | 26 de junio | 20:00 |

| Palmeiras           | 1 - 0 | Grêmio              | Allianz Parque    | 1 de julio | 16:00 |
| Atlético Goianiense | 1 - 1 | Santos              | Pedro Ludovico    | 1 de julio | 19:00 |
| Avaí                | 0 - 0 | Ponte Preta         | Ressacada         | 2 de julio | 11:00 |
| Flamengo            | 2 - 0 | São Paulo           | Ilha do Urubu     | 2 de julio | 16:00 |
| Corinthians         | 1 - 0 | Botafogo            | Arena Corinthians | 2 de julio | 16:00 |
| Atlético Mineiro    | 3 - 1 | Cruzeiro            | Independência     | 2 de julio | 16:00 |
| Sport Recife        | 1 - 0 | Atlético Paranaense | Ilha do Retiro    | 2 de julio | 16:00 |
| Coritiba            | 2 - 2 | Vasco da Gama       | Couto Pereira     | 2 de julio | 19:00 |
| Vitória             | 0 - 0 | Bahía               | Barradão          | 2 de julio | 19:00 |
| Fluminense          | 3 - 3 | Chapecoense         | Giulite Coutinho  | 3 de julio | 20:00 |

| Atlético Goianiense | 1 - 2 | Vitória             | Pedro Ludovico    | 8 de julio  | 16:00 |
| Vasco da Gama       | 0 - 1 | Flamengo            | São Januário      | 8 de julio  | 18:00 |
| Corinthians         | 2 - 0 | Ponte Preta         | Arena Corinthians | 8 de julio  | 19:00 |
| Chapecoense         | 1 - 1 | Atlético Paranaense | Arena Condá       | 9 de julio  | 11:00 |
| Cruzeiro            | 3 - 1 | Palmeiras           | Mineirão          | 9 de julio  | 16:00 |
| Bahía               | 1 - 1 | Fluminense          | Arena Fonte Nova  | 9 de julio  | 16:00 |
| Grêmio              | 0 - 2 | Avaí                | Arena do Grêmio   | 9 de julio  | 16:00 |
| Santos              | 3 - 2 | São Paulo           | Vila Belmiro      | 9 de julio  | 19:00 |
| Botafogo            | 1 - 1 | Atlético Mineiro    | Engenhão          | 9 de julio  | 19:00 |
| Coritiba            | 0 - 3 | Sport Recife        | Couto Pereira     | 10 de julio | 20:00 |

| Atlético Mineiro    | 0 - 1 | Santos              | Independência    | 12 de julio | 19:30 |
| Ponte Preta         | 0 - 3 | Bahía               | Moisés Lucarelli | 12 de julio | 19:30 |
| Fluminense          | 0 - 1 | Botafogo            | Maracaná         | 12 de julio | 21:00 |
| Palmeiras           | 0 - 2 | Corinthians         | Allianz Parque   | 12 de julio | 21:45 |
| Atlético Paranaense | 0 - 2 | Cruzeiro            | Arena da Baixada | 12 de julio | 21:45 |
| Vitória             | 1 - 4 | Vasco da Gama       | Barradão         | 12 de julio | 21:45 |
| Flamengo            | 0 - 1 | Grêmio              | Ilha do Urubu    | 13 de julio | 19:30 |
| São Paulo           | 2 - 2 | Atlético Goianiense | Morumbi          | 13 de julio | 19:30 |
| Sport Recife        | 3 - 0 | Chapecoense         | Ilha do Retiro   | 13 de julio | 19:30 |
| Avaí                | 1 - 4 | Coritiba            | Ressacada        | 13 de julio | 21:00 |

| Corinthians         | 2 - 2 | Atlético Paranaense | Arena Corinthians | 15 de julio | 19:00 |
| Palmeiras           | 4 - 2 | Vitória             | Allianz Parque    | 16 de julio | 11:00 |
| Vasco da Gama       | 0 - 0 | Santos              | Engenhão          | 16 de julio | 16:00 |
| Cruzeiro            | 1 - 1 | Flamengo            | Mineirão          | 16 de julio | 16:00 |
| Chapecoense         | 2 - 0 | São Paulo           | Arena Condá       | 16 de julio | 16:00 |
| Grêmio              | 3 - 1 | Ponte Preta         | Arena do Grêmio   | 16 de julio | 16:00 |
| Atlético Goianiense | 1 - 2 | Atlético Mineiro    | Pedro Ludovico    | 16 de julio | 16:00 |
| Coritiba            | 1 - 2 | Fluminense          | Couto Pereira     | 16 de julio | 19:00 |
| Bahía               | 1 - 1 | Avaí                | Pituaçu           | 16 de julio | 19:00 |
| Botafogo            | 2 - 1 | Sport Recife        | Engenhão          | 17 de julio | 20:00 |

| Santos              | 1 - 0 | Chapecoense         | Vila Belmiro     | 19 de julio | 19:30 |
| Vitória             | 1 - 3 | Grêmio              | Barradão         | 19 de julio | 19:30 |
| Avaí                | 0 - 0 | Corinthians         | Ressacada        | 19 de julio | 21:00 |
| Ponte Preta         | 4 - 0 | Coritiba            | Moisés Lucarelli | 19 de julio | 21:00 |
| Flamengo            | 2 - 2 | Palmeiras           | Ilha do Urubu    | 19 de julio | 21:45 |
| São Paulo           | 1 - 0 | Vasco da Gama       | Morumbi          | 19 de julio | 21:45 |
| Atlético Mineiro    | 0 - 2 | Bahía               | Independência    | 19 de julio | 21:45 |
| Fluminense          | 1 - 1 | Cruzeiro            | Giulite Coutinho | 20 de julio | 19:30 |
| Sport Recife        | 4 - 0 | Atlético Goianiense | Ilha do Retiro   | 20 de julio | 20:00 |
| Atlético Paranaense | 0 - 0 | Botafogo            | Arena da Baixada | 20 de julio | 21:00 |

| Vitória             | 1 - 2 | Chapecoense   | Barradão         | 22 de julio | 16:00 |
| Flamengo            | 2 - 1 | Coritiba      | Ilha do Urubu    | 22 de julio | 19:00 |
| Santos              | 3 - 0 | Bahía         | Pacaembú         | 23 de julio | 11:00 |
| Fluminense          | 0 - 1 | Corinthians   | Maracaná         | 23 de julio | 16:00 |
| Sport Recife        | 0 - 2 | Palmeiras     | Arena Pernambuco | 23 de julio | 16:00 |
| Avaí                | 1 - 0 | Cruzeiro      | Ressacada        | 23 de julio | 16:00 |
| Atlético Mineiro    | 1 - 2 | Vasco da Gama | Independência    | 23 de julio | 19:00 |
| Atlético Paranaense | 0 - 2 | Ponte Preta   | Arena da Baixada | 23 de julio | 19:00 |
| Atlético Goianiense | 1 - 1 | Botafogo      | Pedro Ludovico   | 23 de julio | 19:00 |
| São Paulo           | 1 - 1 | Grêmio        | Morumbi          | 24 de julio | 20:00 |

| Botafogo      | 3 - 4 | São Paulo           | Engenhão            | 29 de julio | 16:00 |
| Palmeiras     | 2 - 0 | Avaí                | Allianz Parque      | 29 de julio | 19:00 |
| Chapecoense   | 1 - 2 | Atlético Goianiense | Arena Condá         | 30 de julio | 11:00 |
| Corinthians   | 1 - 1 | Flamengo            | Arena Corinthians   | 30 de julio | 16:00 |
| Coritiba      | 0 - 2 | Atlético Mineiro    | Couto Pereira       | 30 de julio | 16:00 |
| Bahía         | 1 - 3 | Sport Recife        | Arena Fonte Nova    | 30 de julio | 16:00 |
| Cruzeiro      | 0 - 0 | Vitória             | Mineirão            | 30 de julio | 19:00 |
| Grêmio        | 1 - 1 | Santos              | Arena do Grêmio     | 30 de julio | 19:00 |
| Vasco da Gama | 0 - 1 | Atlético Paranaense | Raulino de Oliveira | 31 de julio | 20:00 |
| Ponte Preta   | 0 - 0 | Fluminense          | Moisés Lucarelli    | 9 de agosto | 20:00 |

| Sport               | 2 - 2 | Fluminense  | Ilha do Retiro      | 2 de agosto | 19:30 |
| Chapecoense         | 1 - 1 | Bahia       | Arena Condá         | 2 de agosto | 19:30 |
| Atlético Mineiro    | 0 - 2 | Corinthians | Mineirão            | 2 de agosto | 21:00 |
| Vitória             | 3 - 1 | Ponte Preta | Barradão            | 2 de agosto | 21:00 |
| Santos              | 3 - 2 | Flamengo    | Pacaembú            | 2 de agosto | 21:45 |
| Botafogo            | 1 - 2 | Palmeiras   | Engenhão            | 2 de agosto | 21:45 |
| Atlético Goianiense | 0 - 1 | Grêmio      | Pedro Ludovico      | 2 de agosto | 21:45 |
| São Paulo           | 1 - 2 | Coritiba    | Morumbi             | 3 de agosto | 19:30 |
| Atlético Paranaense | 5 - 0 | Avaí        | Arena da Baixada    | 3 de agosto | 19:30 |
| Vasco da Gama       | 0 - 3 | Cruzeiro    | Raulino de Oliveira | 3 de agosto | 20:00 |

| Fluminense  | 3 - 1 | Atlético Goianiense | Maracaná          | 5 de agosto | 19:00 |
| Corinthians | 3 - 1 | Sport Recife        | Arena Corinthians | 5 de agosto | 19:00 |
| Flamengo    | 0 - 2 | Vitória             | Ilha do Urubu     | 6 de agosto | 11:00 |
| Palmeiras   | 0 - 1 | Atlético Paranaense | Allianz Parque    | 6 de agosto | 16:00 |
| Cruzeiro    | 0 - 0 | Botafogo            | Mineirão          | 6 de agosto | 16:00 |
| Coritiba    | 2 - 0 | Chapecoense         | Couto Pereira     | 6 de agosto | 16:00 |
| Grêmio      | 2 - 0 | Atlético Mineiro    | Arena do Grêmio   | 6 de agosto | 16:00 |
| Bahía       | 2 - 1 | São Paulo           | Arena Fonte Nova  | 6 de agosto | 16:00 |
| Ponte Preta | 0 - 0 | Vasco da Gama       | Moisés Lucarelli  | 6 de agosto | 19:00 |
| Avaí        | 0 - 0 | Santos              | Ressacada         | 6 de agosto | 19:00 |

### Segunda rueda
| Atlético Goianiense | 1 - 0 | Coritiba    | Pedro Ludovico      | 12 de agosto | 16:00 |
| Vitória             | 0 - 1 | Avaí        | Barradão            | 12 de agosto | 19:00 |
| São Paulo           | 3 - 2 | Cruzeiro    | Morumbi             | 13 de agosto | 11:00 |
| Vasco da Gama       | 1 - 1 | Palmeiras   | Raulino de Oliveira | 13 de agosto | 16:00 |
| Atlético Mineiro    | 2 - 0 | Flamengo    | Independência       | 13 de agosto | 16:00 |
| Sport Recife        | 0 - 0 | Ponte Preta | Ilha do Retiro      | 13 de agosto | 16:00 |
| Atlético Paranaense | 4 - 1 | Bahía       | Arena da Baixada    | 13 de agosto | 19:00 |
| Botafogo            | 1 - 0 | Grêmio      | Engenhão            | 13 de agosto | 19:00 |
| Santos              | 0 - 0 | Fluminense  | Pacaembú            | 14 de agosto | 20:00 |
| Chapecoense         | 0 - 1 | Corinthians | Arena Condá         | 23 de agosto | 19:30 |

| Corinthians | 0 - 1 | Vitória             | Arena Corinthians | 19 de agosto | 16:00 |
| Flamengo    | 2 - 0 | Atlético Goianiense | Ilha do Urubu     | 19 de agosto | 19:00 |
| Grêmio      | 0 - 0 | Atlético Paranaense | Arena do Grêmio   | 20 de agosto | 11:00 |
| Cruzeiro    | 2 - 0 | Sport Recife        | Mineirão          | 20 de agosto | 16:00 |
| Bahía       | 3 - 0 | Vasco da Gama       | Arena Fonte Nova  | 20 de agosto | 16:00 |
| Ponte Preta | 2 - 1 | Botafogo            | Moisés Lucarelli  | 20 de agosto | 16:00 |
| Avaí        | 1 - 1 | São Paulo           | Ressacada         | 20 de agosto | 16:00 |
| Palmeiras   | 0 - 2 | Chapecoense         | Allianz Parque    | 20 de agosto | 19:00 |
| Coritiba    | 0 - 0 | Santos              | Couto Pereira     | 20 de agosto | 19:00 |
| Fluminense  | 2 - 1 | Atlético Mineiro    | Maracaná          | 21 de agosto | 20:00 |

| Fluminense  | 0 - 1 | Vasco da Gama       | Maracaná          | 26 de agosto    | 16:00 |
| Corinthians | 0 - 1 | Atlético Goianiense | Arena Corinthians | 26 de agosto    | 19:00 |
| Flamengo    | 2 - 0 | Atlético Paranaense | Ilha do Urubu     | 27 de agosto    | 16:00 |
| Palmeiras   | 4 - 2 | São Paulo           | Allianz Parque    | 27 de agosto    | 16:00 |
| Bahía       | 1 - 2 | Botafogo            | Arena Fonte Nova  | 27 de agosto    | 16:00 |
| Ponte Preta | 1 - 2 | Atlético Mineiro    | Moisés Lucarelli  | 27 de agosto    | 16:00 |
| Cruzeiro    | 1 - 1 | Santos              | Mineirão          | 27 de agosto    | 19:00 |
| Avaí        | 1 - 0 | Chapecoense         | Ressacada         | 27 de agosto    | 19:00 |
| Coritiba    | 0 - 1 | Vitória             | Couto Pereira     | 28 de agosto    | 20:00 |
| Grêmio      | 5 - 0 | Sport Recife        | Arena do Grêmio   | 2 de septiembre | 16:00 |

| Atlético Mineiro    | 1 - 1 | Palmeiras   | Independência    | 9 de septiembre  | 16:00 |
| Vasco da Gama       | 1 - 0 | Grêmio      | São Januário     | 9 de septiembre  | 18:00 |
| São Paulo           | 2 - 2 | Ponte Preta | Morumbi          | 9 de septiembre  | 19:00 |
| Atlético Paranaense | 1 - 1 | Coritiba    | Arena da Baixada | 10 de septiembre | 11:00 |
| Santos              | 2 - 0 | Corinthians | Vila Belmiro     | 10 de septiembre | 16:00 |
| Sport Recife        | 0 - 1 | Avaí        | Ilha do Retiro   | 10 de septiembre | 16:00 |
| Vitória             | 2 - 2 | Fluminense  | Barradão         | 10 de septiembre | 16:00 |
| Botafogo            | 2 - 0 | Flamengo    | Engenhão         | 10 de septiembre | 19:00 |
| Chapecoense         | 1 - 2 | Cruzeiro    | Arena Condá      | 10 de septiembre | 19:00 |
| Atlético Goianiense | 1 - 1 | Bahía       | Pedro Ludovico   | 11 de septiembre | 20:00 |

| Botafogo            | 2 - 0 | Santos              | Engenhão          | 16 de septiembre | 19:00 |
| Ponte Preta         | 1 - 3 | Atlético Goianiense | Moisés Lucarelli  | 16 de septiembre | 21:00 |
| Avaí                | 1 - 1 | Atlético Mineiro    | Ressacada         | 17 de septiembre | 11:00 |
| Flamengo            | 2 - 0 | Sport               | Ilha do Urubu     | 17 de septiembre | 16:00 |
| Corinthians         | 1 - 0 | Vasco da Gama       | Arena Corinthians | 17 de septiembre | 16:00 |
| Atlético Paranaense | 3 - 1 | Fluminense          | Arena da Baixada  | 17 de septiembre | 16:00 |
| Grêmio              | 0 - 1 | Chapecoense         | Arena do Grêmio   | 17 de septiembre | 16:00 |
| Vitória             | 1 - 2 | São Paulo           | Barradão          | 17 de septiembre | 16:00 |
| Cruzeiro            | 1 - 0 | Bahia               | Mineirão          | 17 de septiembre | 19:00 |
| Palmeiras           | 1 - 0 | Coritiba            | Pacaembú          | 18 de septiembre | 20:00 |

| Flamengo            | 1 - 1 | Avaí                | Ilha do Urubu    | 23 de septiembre | 19:00 |
| Santos              | 1 - 0 | Atlético Paranaense | Vila Belmiro     | 23 de septiembre | 21:00 |
| São Paulo           | 1 - 1 | Corinthians         | Morumbi          | 24 de septiembre | 11:00 |
| Fluminense          | 0 - 1 | Palmeiras           | Maracaná         | 24 de septiembre | 16:00 |
| Coritiba            | 2 - 3 | Botafogo            | Couto Pereira    | 24 de septiembre | 16:00 |
| Atlético Goianiense | 1 - 2 | Cruzeiro            | Pedro Ludovico   | 24 de septiembre | 16:00 |
| Chapecoense         | 1 - 0 | Ponte Preta         | Arena Condá      | 24 de septiembre | 16:00 |
| Atlético Mineiro    | 1 - 3 | Vitória             | Independência    | 24 de septiembre | 19:00 |
| Bahía               | 1 - 0 | Grêmio              | Arena Fonte Nova | 24 de septiembre | 19:00 |
| Sport               | 1 - 1 | Vasco da Gama       | Ilha do Retiro   | 25 de septiembre | 20:00 |

| Vasco da Gama       | 1 - 1 | Chapecoense         | São Januário     | 30 de septiembre | 16:00 |
| Bahía               | 1 - 1 | Coritiba            | Arena Fonte Nova | 30 de septiembre | 16:00 |
| Palmeiras           | 0 - 1 | Santos              | Allianz Parque   | 30 de septiembre | 19:00 |
| Botafogo            | 2 - 3 | Vitória             | Engenhão         | 1 de octubre     | 16:00 |
| São Paulo           | 1 - 0 | Sport               | Morumbi          | 1 de octubre     | 16:00 |
| Cruzeiro            | 1 - 1 | Corinthians         | Mineirão         | 1 de octubre     | 16:00 |
| Grêmio              | 1 - 0 | Fluminense          | Arena do Grêmio  | 1 de octubre     | 16:00 |
| Avaí                | 0 - 2 | Atlético Goianiense | Ressacada        | 1 de octubre     | 16:00 |
| Atlético Paranaense | 0 - 2 | Atlético Mineiro    | Arena da Baixada | 1 de octubre     | 19:00 |
| Ponte Preta         | 1 - 0 | Flamengo            | Moisés Lucarelli | 2 de octubre     | 20:00 |

| Botafogo            | 2 - 1 | Chapecoense         | Engenhão          | 11 de octubre | 19:30 |
| Atlético Paranaense | 2 - 2 | Atlético Goianiense | Arena da Baixada  | 11 de octubre | 19:30 |
| Corinthians         | 3 - 1 | Coritiba            | Arena Corinthians | 11 de octubre | 21:00 |
| Atlético Mineiro    | 1 - 0 | São Paulo           | Independência     | 11 de octubre | 21:45 |
| Grêmio              | 0 - 1 | Cruzeiro            | Arena do Grêmio   | 11 de octubre | 21:45 |
| Avaí                | 1 - 2 | Vasco da Gama       | Ressacada         | 11 de octubre | 21:45 |
| Flamengo            | 1 - 1 | Fluminense          | Maracaná          | 12 de octubre | 17:00 |
| Vitória             | 1 - 2 | Sport               | Barradão          | 12 de octubre | 17:00 |
| Ponte Preta         | 1 - 1 | Santos              | Moisés Lucarelli  | 12 de octubre | 17:00 |
| Palmeiras           | 2 - 2 | Bahia               | Pacaembú          | 12 de octubre | 21:00 |

| Cruzeiro            | 2 - 1 | Ponte Preta         | Mineirão         | 7 de octubre  | 16:00 |
| Vasco da Gama       | 1 - 0 | Botafogo            | Maracaná         | 14 de octubre | 19:00 |
| São Paulo           | 2 - 1 | Atlético Paranaense | Pacaembú         | 14 de octubre | 21:00 |
| Fluminense          | 1 - 0 | Avaí                | Maracaná         | 15 de octubre | 17:00 |
| Sport               | 1 - 1 | Atlético Mineiro    | Ilha do Retiro   | 15 de octubre | 17:00 |
| Atlético Goianiense | 1 - 3 | Palmeiras           | Pedro Ludovico   | 15 de octubre | 17:00 |
| Chapecoense         | 0 - 1 | Flamengo            | Arena Condá      | 15 de octubre | 17:00 |
| Coritiba            | 0 - 1 | Grêmio              | Couto Pereira    | 15 de octubre | 19:00 |
| Bahia               | 2 - 0 | Corinthians         | Arena Fonte Nova | 15 de octubre | 19:00 |
| Santos              | 2 - 2 | Vitória             | Pacaembú         | 16 de octubre | 20:00 |

| Coritiba            | 1 - 0 | Cruzeiro            | Couto Pereira     | 18 de octubre | 19:30 |
| Atlético Goianiense | 0 - 1 | Vasco da Gama       | Pedro Ludovico    | 18 de octubre | 19:30 |
| Atlético Mineiro    | 2 - 3 | Chapecoense         | Independência     | 18 de octubre | 21:00 |
| Fluminense          | 3 - 1 | São Paulo           | Maracaná          | 18 de octubre | 21:45 |
| Corinthians         | 0 - 0 | Grêmio              | Arena Corinthians | 18 de octubre | 21:45 |
| Avaí                | 1 - 1 | Botafogo            | Ressacada         | 18 de octubre | 21:45 |
| Palmeiras           | 2 - 0 | Ponte Preta         | Pacaembú          | 19 de octubre | 20:00 |
| Vitória             | 2 - 3 | Atlético Paranaense | Barradão          | 19 de octubre | 20:00 |
| Flamengo            | 4 - 1 | Bahia               | Ilha do Urubu     | 19 de octubre | 21:00 |
| Sport               | 1 - 1 | Santos              | Ilha do Retiro    | 19 de octubre | 21:00 |

| Vasco da Gama       | 1 - 1 | Coritiba            | Maracaná         | 21 de octubre | 17:00 |
| São Paulo           | 2 - 0 | Flamengo            | Pacaembú         | 22 de octubre | 17:00 |
| Grêmio              | 1 - 3 | Palmeiras           | Arena do Grêmio  | 22 de octubre | 17:00 |
| Cruzeiro            | 1 - 3 | Atlético Mineiro    | Mineirão         | 22 de octubre | 17:00 |
| Bahia               | 2 - 1 | Vitória             | Arena Fonte Nova | 22 de octubre | 17:00 |
| Atlético Paranaense | 2 - 1 | Sport               | Arena da Baixada | 22 de octubre | 17:00 |
| Santos              | 1 - 0 | Atlético Goianiense | Vila Belmiro     | 22 de octubre | 19:00 |
| Ponte Preta         | 1 - 2 | Avaí                | Moisés Lucarelli | 22 de octubre | 19:00 |
| Chapecoense         | 2 - 0 | Fluminense          | Arena Condá      | 22 de octubre | 19:00 |
| Botafogo            | 2 - 1 | Corinthians         | Engenhão         | 23 de octubre | 20:00 |

| São Paulo           | 2 - 1 | Santos              | Pacaembú         | 28 de octubre | 17:00 |
| Flamengo            | 0 - 0 | Vasco da Gama       | Maracaná         | 28 de octubre | 19:00 |
| Atlético Paranaense | 0 - 0 | Chapecoense         | Arena da Baixada | 28 de octubre | 21:00 |
| Atlético Mineiro    | 0 - 0 | Botafogo            | Independência    | 29 de octubre | 17:00 |
| Ponte Preta         | 1 - 0 | Corinthians         | Moisés Lucarelli | 29 de octubre | 17:00 |
| Fluminense          | 1 - 1 | Bahia               | Maracaná         | 29 de octubre | 17:00 |
| Sport               | 3 - 4 | Coritiba            | Ilha do Retiro   | 29 de octubre | 18:00 |
| Vitória             | 1 - 1 | Atlético Goianiense | Barradão         | 29 de octubre | 18:00 |
| Avaí                | 2 - 2 | Grêmio              | Ressacada        | 29 de octubre | 19:00 |
| Palmeiras           | 2 - 2 | Cruzeiro            | Allianz Parque   | 30 de octubre | 20:00 |

| Santos              | 3 - 1 | Atlético Mineiro    | Vila Belmiro      | 4 de noviembre | 17:00 |
| Botafogo            | 1 - 2 | Fluminense          | Engenhão          | 4 de noviembre | 19:00 |
| Atlético Goianiense | 0 - 1 | São Paulo           | Serra Dourada     | 4 de noviembre | 19:00 |
| Coritiba            | 4 - 0 | Avaí                | Couto Pereira     | 4 de noviembre | 21:00 |
| Corinthians         | 3 - 2 | Palmeiras           | Arena Corinthians | 5 de noviembre | 17:00 |
| Cruzeiro            | 1 - 0 | Atlético Paranaense | Mineirão          | 5 de noviembre | 17:00 |
| Grêmio              | 3 - 1 | Flamengo            | Arena do Grêmio   | 5 de noviembre | 17:00 |
| Bahia               | 2 - 0 | Ponte Preta         | Arena Fonte Nova  | 5 de noviembre | 18:00 |
| Vasco da Gama       | 1 - 1 | Vitória             | Maracaná          | 5 de noviembre | 19:00 |
| Chapecoense         | 1 - 1 | Sport               | Arena Condá       | 5 de noviembre | 19:00 |

| Ponte Preta         | 0 - 1 | Grêmio              | Moisés Lucarelli | 8 de noviembre | 19:30 |
| Avaí                | 1 - 2 | Bahia               | Ressacada        | 8 de noviembre | 19:30 |
| Atlético Paranaense | 0 - 1 | Corinthians         | Arena da Baixada | 8 de noviembre | 21:00 |
| Sport               | 1 - 2 | Botafogo            | Ilha do Retiro   | 8 de noviembre | 21:00 |
| Flamengo            | 2 - 0 | Cruzeiro            | Ilha do Urubu    | 8 de noviembre | 21:45 |
| Santos              | 1 - 2 | Vasco da Gama       | Vila Belmiro     | 8 de noviembre | 21:45 |
| Vitória             | 3 - 1 | Palmeiras           | Barradão         | 8 de noviembre | 21:45 |
| São Paulo           | 2 - 2 | Chapecoense         | Pacaembú         | 9 de noviembre | 20:00 |
| Atlético Mineiro    | 3 - 2 | Atlético Goianiense | Independência    | 9 de noviembre | 20:00 |
| Fluminense          | 2 - 2 | Coritiba            | Maracaná         | 9 de noviembre | 21:00 |

| Botafogo            | 0 - 1 | Atlético Paranaense | Engenhão          | 11 de noviembre | 17:00 |
| Corinthians         | 1 - 0 | Avaí                | Arena Corinthians | 11 de noviembre | 19:00 |
| Palmeiras           | 2 - 0 | Flamengo            | Allianz Parque    | 12 de noviembre | 17:00 |
| Vasco da Gama       | 1 - 1 | São Paulo           | São Januário      | 12 de noviembre | 17:00 |
| Grêmio              | 1 - 1 | Vitória             | Alfredo Jaconi    | 12 de noviembre | 17:00 |
| Atlético Goianiense | 2 - 0 | Sport               | Pedro Ludovico    | 12 de noviembre | 17:00 |
| Bahia               | 2 - 2 | Atlético Mineiro    | Arena Fonte Nova  | 12 de noviembre | 18:00 |
| Cruzeiro            | 3 - 1 | Fluminense          | Mineirão          | 12 de noviembre | 19:00 |
| Coritiba            | 1 - 1 | Ponte Preta         | Couto Pereira     | 12 de noviembre | 19:00 |
| Chapecoense         | 2 - 0 | Santos              | Arena Condá       | 13 de noviembre | 20:00 |

| Ponte Preta   | 2 - 1 | Atlético Paranaense | Moisés Lucarelli  | 15 de noviembre | 17:00 |
| Grêmio        | 1 - 0 | São Paulo           | Arena do Grêmio   | 15 de noviembre | 19:30 |
| Corinthians   | 3 - 1 | Fluminense          | Arena Corinthians | 15 de noviembre | 21:45 |
| Vasco da Gama | 1 - 1 | Atlético Mineiro    | São Januário      | 15 de noviembre | 21:45 |
| Cruzeiro      | 2 - 2 | Avaí                | Mineirão          | 15 de noviembre | 21:45 |
| Chapecoense   | 2 - 1 | Vitória             | Arena Condá       | 16 de noviembre | 20:00 |
| Palmeiras     | 5 - 1 | Sport               | Allianz Parque    | 16 de noviembre | 20:00 |
| Botafogo      | 1 - 2 | Atlético Goianiense | Engenhão          | 16 de noviembre | 20:00 |
| Bahia         | 3 - 1 | Santos              | Arena Fonte Nova  | 16 de noviembre | 21:00 |
| Coritiba      | 1 - 0 | Flamengo            | Couto Pereira     | 16 de noviembre | 21:00 |

| Flamengo            | 3 - 0 | Corinthians   | Ilha do Urubu    | 19 de noviembre | 17:00 |
| Sport               | 1 - 0 | Bahia         | Ilha do Retiro   | 19 de noviembre | 17:00 |
| Vitória             | 1 - 1 | Cruzeiro      | Barradão         | 19 de noviembre | 17:00 |
| São Paulo           | 0 - 0 | Botafogo      | Pacaembú         | 19 de noviembre | 17:00 |
| Atlético Goianiense | 1 - 1 | Chapecoense   | Pedro Ludovico   | 19 de noviembre | 17:00 |
| Atlético Paranaense | 3 - 1 | Vasco da Gama | Arena da Baixada | 19 de noviembre | 19:00 |
| Santos              | 1 - 0 | Grêmio        | Vila Belmiro     | 19 de noviembre | 19:00 |
| Atlético Mineiro    | 3 - 0 | Coritiba      | Independência    | 19 de noviembre | 19:00 |
| Fluminense          | 2 - 0 | Ponte Preta   | Maracaná         | 20 de noviembre | 17:00 |
| Avaí                | 2 - 1 | Palmeiras     | Ressacada        | 20 de noviembre | 20:00 |

| Fluminense  | 1 - 2 | Sport               | Maracaná          | 25 de noviembre | 17:00 |
| Coritiba    | 1 - 2 | São Paulo           | Couto Pereira     | 26 de noviembre | 17:00 |
| Cruzeiro    | 0 - 1 | Vasco da Gama       | Mineirão          | 26 de noviembre | 17:00 |
| Corinthians | 2 - 2 | Atlético Mineiro    | Arena Corinthians | 26 de noviembre | 17:00 |
| Grêmio      | 1 - 1 | Atlético Goianiense | Arena do Grêmio   | 26 de noviembre | 17:00 |
| Ponte Preta | 2 - 3 | Vitória             | Moisés Lucarelli  | 26 de noviembre | 17:00 |
| Avaí        | 1 - 0 | Atlético Paranaense | Ressacada         | 26 de noviembre | 17:00 |
| Flamengo    | 1 - 2 | Santos              | Ilha do Urubu     | 26 de noviembre | 19:00 |
| Bahia       | 0 - 1 | Chapecoense         | Arena Fonte Nova  | 26 de noviembre | 19:00 |
| Palmeiras   | 2 - 0 | Botafogo            | Allianz Parque    | 27 de noviembre | 20:00 |

| Botafogo            | 2 - 2 | Cruzeiro    | Engenhão         | 3 de diciembre | 17:00 |
| Vasco da Gama       | 2 - 1 | Ponte Preta | São Januário     | 3 de diciembre | 17:00 |
| Santos              | 1 - 1 | Avaí        | Vila Belmiro     | 3 de diciembre | 17:00 |
| São Paulo           | 1 - 1 | Bahia       | Morumbi          | 3 de diciembre | 17:00 |
| Atlético Mineiro    | 4 - 3 | Grêmio      | Independência    | 3 de diciembre | 17:00 |
| Atlético Paranaense | 3 - 0 | Palmeiras   | Arena da Baixada | 3 de diciembre | 17:00 |
| Sport               | 1 - 0 | Corinthians | Ilha do Retiro   | 3 de diciembre | 17:00 |
| Vitória             | 1 - 2 | Flamengo    | Barradão         | 3 de diciembre | 17:00 |
| Atlético Goianiense | 1 - 1 | Fluminense  | Pedro Ludovico   | 3 de diciembre | 17:00 |
| Chapecoense         | 2 - 1 | Coritiba    | Arena Condá      | 3 de diciembre | 17:00 |

## Goleadores
- Actualizado al 5 de diciembre de 2017[1]

| Pos. | Jugador          | Club             | Goles |
| ---- | ---------------- | ---------------- | ----- |
| 1    | Jô               | Corinthians      | 18    |
| 1    | Henrique Dourado | Fluminense       | 18    |
| 3    | André            | Sport Recife     | 16    |
| 4    | Lucca            | Ponte Preta      | 13    |
| 5    | Edigar Junio     | Bahia            | 12    |
| 5    | Fred             | Atlético Mineiro | 12    |
| 7    | Diego Souza      | Sport Recife     | 11    |
| 7    | Thiago Neves     | Cruzeiro         | 11    |